# 手島兵次郎
手島 兵次郎（てしま へいじろう、1868年10月22日（明治元年9月7日） - 1918年（大正7年）6月19日）は、日本の検察官、官僚。台湾総督府法務部長、覆審法院検察官長を歴任した。また台湾法制起草委員なども務め、台湾の法制度整備に尽くした。

## 経歴
1868年（明治元年）広島県で広島藩士・手島政資の二男として生まれる。広島藩校の流れを汲む修道学校（現：修道中学校・高等学校）で山田十竹らに学ぶ。1884年司法省法学校（現：東京大学法学部）に入学。1892年同校卒業（第四期生）。その後、盛岡、仙台、横浜、名古屋の裁判所で検察官を歴任し、1899年東京高等法院の検察官となる。台湾が日本領になると渡台し、1901年台湾総督府法院判官に就任。以後、台湾総督府民政部総務局法務課長、民政部法務部長，覆審法院検察官長などを歴任。また台湾法制起草委員等の要職を務め、台湾の法制度整備に尽力する。台湾に16年間在住し、1918年逝去。

## 栄典
- 1915年（大正4年）2月20日 - 従四位[4]

## 著書
- 『台湾制度大要』（日本警察新聞社、1911年）
- 『刑法各論』（東京専門学校出版部、1900年）